# Nesiostrymon
Nesiostrymon is een geslacht van vlinders van de familie Lycaenidae.

## Soorten
- N. australivaga Johnson
- N. celida (Lucas, 1856)
- N. celona (Hewitson, 1874)
- N. dodava (Hewitson, 1877)
- N. endela (Hewitson, 1874)
- N. milleri Johnson
- N. shoumatoffi (Comstock & Huntington, 1943)
- N. tristis (Lathy, 1926)